# Foot Ball Club Torino 1926-1927
Questa voce raccoglie le informazioni riguardanti il Foot Ball Club Torino nelle competizioni ufficiali della stagione 1926-1927.

## Stagione
Il Torino inaugura in questa stagione lo Stadio Filadelfia, che sostituisce il Motovelodromo di Corso Casale, dove pure l'anno prima aveva ottenuto solo vittorie.
Il club si presenta ai nastri di partenza della stagione 1926-1927 con ambizioni di titolo. La squadra, già seconda nel proprio girone l'anno prima, viene rinforzata con il portiere Bosia e soprattutto con l'ala Gino Rossetti. Proprio quest'ultimo, giunto in maniera rocambolesca dallo Spezia, si unisce in attacco a Baloncieri e Libonatti, in quello che i tifosi definiranno Trio delle Meraviglie: i tre segneranno 56 gol in campionato su 69 totali della squadra.
Il Torino chiude così al primo posto il proprio girone e si qualifica per la fase finale, dove non interrompe la propria marcia vincente: la squadra granata si laurea per la prima volta campione d'Italia con un turno di anticipo.
Nel novembre 1927 il titolo sarà però revocato dalla FIGC. Il Torino viene accusato di avere corrotto il terzino della Juventus Luigi Allemandi, perché questi agevolasse i granata nel secondo derby del girone finale. Le cronache riportano che però Allemandi fu tra i migliori in campo: da qui la decisione di non versare la seconda rata al giocatore juventino, evento che porterà poi alla luce il reato nell'autunno 1927.
Il caso Allemandi, come fu poi definito, non apparve mai comunque del tutto chiaro: anche per tale motivo il presidente federale, Leandro Arpinati, non assegnò il titolo alla seconda classificata, il Bologna, ma decise di lasciarlo vacante. Ad oggi esiste una richiesta del Torino perché gli venga reso questo scudetto conquistato sul campo, inoltrata nel 2017 alla Federcalcio dal presidente granata Urbano Cairo.

## Rosa
| N. |                     | Ruolo | Calciatore         |
| -- | ------------------- | ----- | ------------------ |
|    | Italia (bandiera)   | C     | Giuseppe Aliberti  |
|    | Italia (bandiera)   | C     | Paolo Amadesi      |
|    | Italia (bandiera)   | D     | Carlo Ambrosa      |
|    | Ungheria (bandiera) | D     | Mihály Balacics    |
|    | Italia (bandiera)   | C     | Adolfo Baloncieri  |
|    | Italia (bandiera)   | A     | Arturo Bertolero   |
|    | Italia (bandiera)   | P     | Vincenzo Bosia     |
|    | Italia (bandiera)   | A     | Serafino Carrera   |
|    | Italia (bandiera)   | C     | Enrico Colombari   |
|    | Italia (bandiera)   | A     | Francesco Franzoni |
|    | Italia (bandiera)   | C     | Antonio Janni      |
|    | Italia (bandiera)   | A     | Julio Libonatti    |
|    | Italia (bandiera)   | D     | Piero Martin I     |

| N. |                   | Ruolo | Calciatore           |
| -- | ----------------- | ----- | -------------------- |
|    | Italia (bandiera) | D     | Cesare Martin II     |
|    | Italia (bandiera) | C     | Dario Martin III     |
|    | Italia (bandiera) | P     | Luigi Pallavicini    |
|    | Italia (bandiera) | C     | Rinaldo Pretti       |
|    | Italia (bandiera) | A     | Michele Rolle II     |
|    | Italia (bandiera) | C     | Gino Rossetti II     |
|    | Italia (bandiera) | P     | Emilio Savino        |
|    | Italia (bandiera) | C     | Mario Sperone        |
|    | Italia (bandiera) | D     | Giovanni Spiotta     |
|    | Italia (bandiera) | C     | Vittorio Staccione I |
|    | Italia (bandiera) | P     | Eugenio Staccione II |
|    | Italia (bandiera) | D     | Giacomo Tomasini     |

## Risultati

### Divisione Nazionale

#### Girone B

##### Gare di andata
| Arbitro: | Dani (Genova) |

|                        |           |                 |
| Pitto 55’ Magnozzi 58’ | Marcatori | 79’ G. Rossetti |

| Arbitro: | Casetta (Milano) |

|  |           |                      |
|  | Marcatori | 16’ (rig.) Libonatti |

| Arbitro: | Trezzi (Milano) |

|                                         |           |  |
| G. Rossetti 70’, 75’ Libonatti 80’, 83’ | Marcatori |  |

| Arbitro: | Garbieri (Genova) |

|                    |           |                            |
| Libonatti 21’, 52’ | Marcatori | 58’ Pasqualetto 78’ Sacchi |

| Arbitro: | Barlassina (Novara) |

|                 |           |                |
| Della Valle 83’ | Marcatori | 51’ Baloncieri |

| Arbitro: | Sguerso (Savona) |

|                                            |           |              |
| G. Rossetti 50’ Baloncieri 68’ Carrera 75’ | Marcatori | 28’ G. Monti |

| Arbitro: | Scarpi (Dolo) |

|                                    |           |                    |
| Baloncieri 2’, 54’ G. Rossetti 77’ | Marcatori | 52’ (rig.) Fontana |

| Arbitro: | Bellandi (Milano) |

|              |           |                                   |
| Cattaneo 86’ | Marcatori | 55’, 74’ Baloncieri 64’ Libonatti |

| Arbitro: | Pierallini (Modena) |

|                                                   |           |               |
| G. Rossetti 31’, 76’, 81’ Libonatti 36’, 48’, 60’ | Marcatori | 41’ Del Ponte |

##### Gare di ritorno
| Arbitro: | Pinasco (Sestri Ponente) |

|                                                                       |           |  |
| G. Rossetti 23’, 24’, 87’, 34’, 61’ Libonatti 35’ Baloncieri 78’, 89’ | Marcatori |  |

| Arbitro: | Sani (Ferrara) |

|                                                                            |           |               |
| Libonatti 1’, 14’ G. Rossetti 9’, 79’, 82’ Carrera 17’ Baloncieri 19’, 40’ | Marcatori | 85’ Albertoni |

| Arbitro: | Giorgi (Milano) |

|                                                |           |                          |
| A. Bianchi 33’, 50’ Canestrelli 65’ Sbrana 70’ | Marcatori | 22’ Carrera 32’ Franzoni |

| Arbitro: | Malagodi (Ferrara) |

|                                 |           |               |
| Marchi 44’ Pasqualetto 50’, 62’ | Marcatori | 22’ Libonatti |

| Arbitro: | Dani (Genova) |

|                            |           |            |
| Baloncieri 23’, 59’ (rig.) | Marcatori | 6’ Gasperi |

| Arbitro: | Caironi (Milano) |

|  |           |           |
|  | Marcatori | 3’ Pretti |

| Arbitro: | A.Gama (Milano) |

|            |           |                                     |
| Parodi 28’ | Marcatori | 40’ (rig.) Balacics 84’ G. Rossetti |

| Arbitro: | Barlassina (Novara) |

|                                 |           |                         |
| Baloncieri 5’ Libonatti 9’, 62’ | Marcatori | 47’ Koszta 73’ Chierico |

| Arbitro: | Carraro (Padova) |

|                                                  |           |             |
| Tabacco 46’, 85’ Del Ponte 51’ (rig.) Raggio 55’ | Marcatori | 89’ Amadesi |

#### Girone finale

##### Gare di andata
| Arbitro: | Sguerso (Savona) |

|                   |           |                |
| Libonatti 2’, 50’ | Marcatori | 70’ Bernardini |

| Arbitro: | A.Gama (Milano) |

|             |           |  |
| Pastore 16’ | Marcatori |  |

| Arbitro: | Turbiani (Ferrara) |

|                                        |           |              |
| Baloncieri 9’ Libonatti 20’ Pretti 50’ | Marcatori | 85’ Levratto |

| Arbitro: | Germani (Padova) |

|                                  |           |                                            |
| Cevenini V 45’ Barzan 67’ (rig.) | Marcatori | 60’ (rig.), 83’ Baloncieri 78’ Rossetti II |

| Arbitro: | Dani (Genova) |

|                     |           |  |
| Balacics 30’ (rig.) | Marcatori |  |

##### Gare di ritorno
| Arbitro: | Dani (Genova) |

|                 |           |                                  |
| L. Cevenini 66’ | Marcatori | 5’ Libonatti 61’ (rig.) Balacics |

| Arbitro: | A.Gama (Milano) |

|                            |           |              |
| Balacics 55’ Libonatti 74’ | Marcatori | 44’ A. Vojak |

| Arbitro: | Caironi (Milano) |

|                                    |           |               |
| Gastaldi 33’ Rosso 64’ Moruzzi 84’ | Marcatori | 48’ Colombari |

| Arbitro: | Garbieri (Genova) |

|                                              |           |  |
| G. Rossetti 15’ Baloncieri 56’ Libonatti 65’ | Marcatori |  |

| Arbitro: | Ferro (Milano) |

|                                                           |           |  |
| Schiavio 1’, 5’ G. Martelli 7’ Muzzioli 34’ C. Martin 79’ | Marcatori |  |

### Coppa Italia

#### Terzo turno
| Arbitro: | Beretta (Novi Ligure) |

|                                                                           |           |  |
| Libonatti 3’, 46’, 88’, 59’ Rossetti II 31’, 55’, 71’ Baloncieri 85’, 90’ | Marcatori |  |

#### Quarto turno
| Arbitro: | Giordano (Asti) |

|                                                                                                   |           |  |
| Carrera 16’ Rossetti II 17’, 21’, 61’, 82’ Libonatti 35’, 45’, 77’ Baloncieri 69’, 75’ Pretti 80’ | Marcatori |  |

#### Quinto turno
| Sestri Ponente Gara unica | Sestrese | – | Torino |  |

## Statistiche

### Statistiche di squadra
| Competizione        | Punti | In casa | In casa | In casa | In casa | In casa | In casa | In trasferta | In trasferta | In trasferta | In trasferta | In trasferta | In trasferta | Totale | Totale | Totale | Totale | Totale | Totale | DR  |
| Competizione        | Punti | G       | V       | N       | P       | Gf      | Gs      | G            | V            | N            | P            | Gf           | Gs           | G      | V      | N      | P      | Gf     | Gs     | DR  |
| ------------------- | ----- | ------- | ------- | ------- | ------- | ------- | ------- | ------------ | ------------ | ------------ | ------------ | ------------ | ------------ | ------ | ------ | ------ | ------ | ------ | ------ | --- |
| Divisione Nazionale | -     | 14      | 13      | 1       | 0       | 50      | 12      | 14           | 6            | 1            | 7            | 19           | 28           | 28     | 19     | 2      | 7      | 69     | 40     | +29 |
| Coppa Italia        | -     | 2       | 2       | 0       | 0       | 20      | 0       | 0            | 0            | 0            | 0            | 0            | 0            | 2      | 2      | 0      | 0      | 20     | 0      | +20 |
| Totale              | -     | 16      | 15      | 1       | 0       | 70      | 12      | 14           | 6            | 1            | 7            | 19           | 28           | 30     | 21     | 2      | 7      | 89     | 40     | +49 |

### Statistiche dei giocatori
| Giocatore       | Divisione Nazionale | Divisione Nazionale | Coppa Italia | Coppa Italia | Totale   | Totale |
| Giocatore       | Presenze            | Reti                | Presenze     | Reti         | Presenze | Reti   |
| --------------- | ------------------- | ------------------- | ------------ | ------------ | -------- | ------ |
| G. Aliberti     | 4                   | 0                   | 0            | 0            | 4        | 0      |
| P. Amadesi      | 3                   | 1                   | 1            | 0            | 4        | 1      |
| Ambrosa         | 0                   | 0                   | 1            | 0            | 1        | 0      |
| M. Balacics     | 20                  | 4                   | 2            | 0            | 22       | 4      |
| A. Baloncieri   | 27                  | 17                  | 2            | 4            | 29       | 21     |
| A. Bertolero    | 1                   | 0                   | 0            | 0            | 1        | 0      |
| V. Bosia        | 21                  | -21                 | 1            | -0           | 22       | -21    |
| S. Carrera      | 21                  | 3                   | 1            | 1            | 22       | 4      |
| E. Colombari    | 17                  | 1                   | 1            | 0            | 18       | 1      |
| F. Franzoni     | 21                  | 1                   | 0            | 0            | 21       | 1      |
| A. Janni        | 26                  | 0                   | 1            | 0            | 27       | 0      |
| J. Libonatti    | 27                  | 21                  | 2            | 7            | 29       | 28     |
| P. Martin I     | 1                   | 0                   | 0            | 0            | 1        | 0      |
| C. Martin II    | 28                  | 0                   | 1            | 0            | 29       | 0      |
| D. Martin III   | 9                   | 0                   | 0            | 0            | 9        | 0      |
| L. Pallavicini  | 1                   | -2                  | 0            | 0            | 1        | -2     |
| R. Pretti       | 10                  | 2                   | 2            | 1            | 12       | 3      |
| M. Rolle II     | 1                   | 0                   | 0            | 0            | 1        | 0      |
| G. Rossetti II  | 26                  | 19                  | 2            | 7            | 28       | 26     |
| E. Savino       | 4                   | -8                  | 1            | -0           | 5        | -8     |
| M. Sperone      | 22                  | 0                   | 1            | 0            | 23       | 0      |
| G. Spiotta      | 1                   | 0                   | 0            | 0            | 1        | 0      |
| V. Staccione I  | 11                  | 0                   | 1            | 0            | 12       | 0      |
| E. Staccione II | 2                   | -9                  | 0            | -0           | 2        | -9     |
| Tomasini        | 4                   | 0                   | 2            | 0            | 6        | 0      |